# Calamotropha psaltrias
Calamotropha psaltrias là một loài bướm đêm trong họ Crambidae.